# Mammillaria coahuilensis
Mammillaria coahuilensis es una especie  perteneciente a la familia Cactaceae. Es originaria de México.

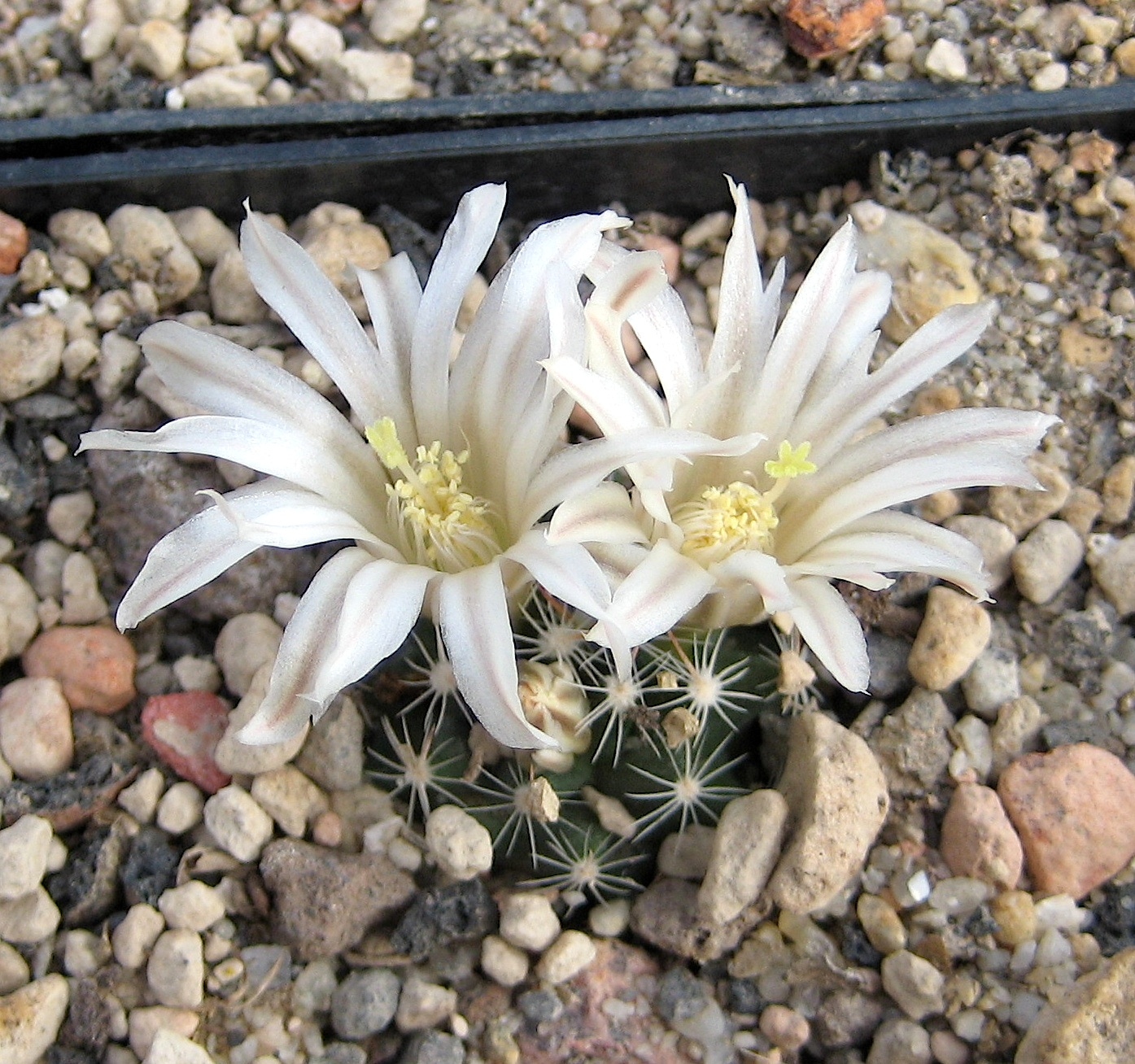
Planta en flor

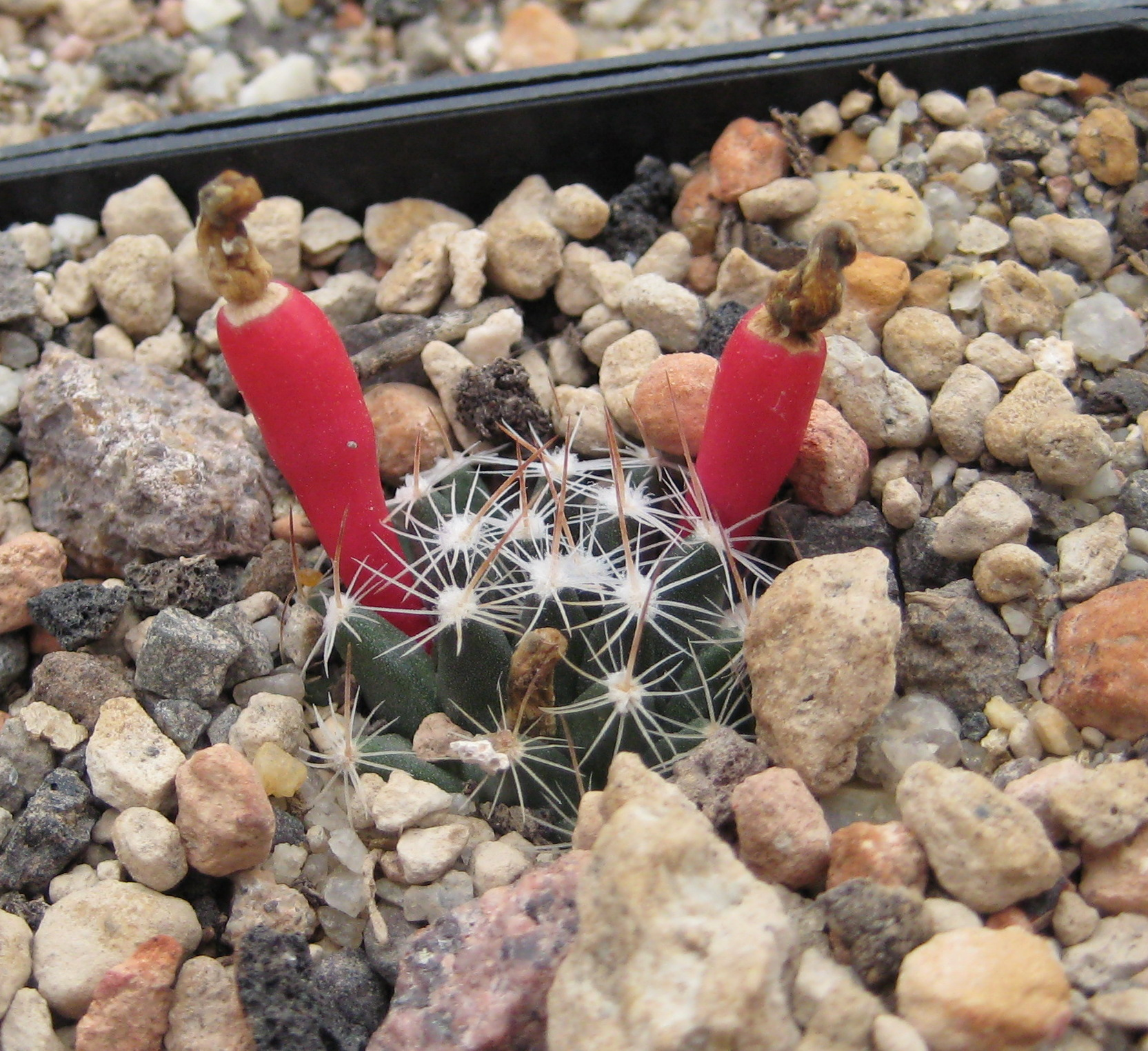
Fruto

## Descripción
Es una planta perenne carnosa y globosa que  crece solitaria, con tallo aplanado, globular, de color verde-azul, que alcanza hasta 5 cm de altura y  diámetro. Las areolas son de sección triangular y sin látex. Las espinas son finamente peludas. Una espina central erecta, acicular y de hasta 0,6 cm de largo, con la punta de color marrón. Las aproximadamente 16 espinas radiales son delgadas, similares a las cerdas,  de color blanco con la punta oscura, de  0,6 centímetros.  Las flores son de color blanco con una franja rosa, más o menos pronunciada. Crecen hasta los 2 a 3 centímetros de diámetro. Los frutos rojos tienen forma de bastón y  contienen las semillas.

## Taxonomía
Mammillaria coahuilensis fue descrita por (Boed.) Moran y publicado en Gentes Herbarum; occasional papers on the kind of plants 8: 324, en el año 1953.
Etimología
Mammillaria: nombre genérico que fue descrita por vez primera por Carolus Linnaeus como Cactus mammillaris en 1753, nombre derivado del latín mammilla = tubérculo, en alusión a los tubérculos que son una de las características del género.
coahuilensis epíteto geográfico que significa que es de la región de Coahuila (México).
Sinonimia
- Porfiria coahuilensis
- Mammillaria heyderi
- Porfiria schwartzii
- Mammillaria schwartzii
- Mammillaria albiarmata[3]